# Juan Antonio Ackermann
Juan Antonio Ackermann Siazaro (Montevideo, 25 de mayo de 1938) es un arquitecto, investigador y escritor uruguayo.
Egresado de la Universidad de la República en 1966, realizó numerosas intervenciones en edificios de relevancia patrimonial.
Ha realizado investigaciones sobre personalidades del mundo empresarial uruguayo, como Francisco Piria, a quien compara con Henry Morrison Flagler. También ha participado en la elaboración de una tesis de soberanía uruguaya sobre las Islas Malvinas.

## Obras
- Los hacedores: Francisco Piria - Henry Flagler, constructores de utopías. Montevideo: Cruz del Sur. 2008. ISBN 9789974810143.[2]
- Las Malvinas: ¿son uruguayas?. Punta del Este: Botella al Mar. 2012. ISBN 9789974681972. En coautoría con Alfredo María Villegas Oromí.[4]
- Agua + da Primer asentamiento en la Bahía de Montevideo. Montevideo: Cruz del Sur. 2013. ISBN 9789974990814.[5]